# Ośrodek sprężysty
Ośrodek sprężysty – ośrodek, w którym zewnętrzna siła powoduje powstanie naprężeń, których skutkiem jest powstanie siły skierowanej przeciwnie do siły zewnętrznej. Siła ta powoduje powrót ciała będącego częścią tego ośrodka do pierwotnego kształtu. Odkształcenie oznacza zmianę rozmiarów elementu ośrodka. W zależności od warunków ośrodkami sprężystymi mogą być:
- ciecz
- gaz
- ciało stałe

O ile jednak większość ciał stałych jest sprężysta w szerokim zakresie naprężeń, o tyle sprężystość płynów zależy od kilku warunków. Jeżeli płyn jest zamknięty w elastycznym pojemniku, np. powietrze w balonie, układ taki jest sprężysty. Płyn w stanie wolnym również może być sprężysty, jeżeli np. siła zewnętrzna zmienia się z dużą częstotliwością. Na przykład dźwięk może rozchodzić się w powietrzu dzięki sprężystości powietrza.
Idealna próżnia nie jest ośrodkiem sprężystym, bo jej ściskanie nie powoduje powstania żadnej siły.